# Witterich
Witterich (španělsky Witerico, portugalsky Viterico) (565? – 610 Toledo) byl vizigótský král v Hispánii, Septimanii a Galicii v letech 603 až 610.
První zmínky o Witterichovi jsou z doby, kdy se spiknul s arianským biskupem Sunnou z Méridy, aby obnovil ariánství ve Vizigótské říši. Za toto spiknutí byl biskup Sunna poslán do vyhnanství, co se stalo Witterichem není známo. V roce 602 bylo Witterichovi svěřeno velení armády k odražení Byzantinců, ale své pozice v čele vojsk využil k tomu, aby získal vlivné lidi z armády i z řad vizigótských šlechticů, kteří byli v opozici vůči Leovigildově dynastii. Na jaře roku 603, kdy mělo po zimním období dojít k vyhnání Byzantinců, tak s vojsky zaútočil na královský palác v Toledu, kde zajal mladého krále Liuvu II., uvěznil ho v toledské kobce, a nechal mu utnout pravou ruku, (podle vizigótské tradice, mohl vládnout jen tělesně zdravý král) Po té Witterich nechal Liuvu odsoudit a někdy mezi 12. červnem a 7. srpnem roku 603 popravit. Sám pak byl zvolen novým králem.

Za jeho vlády Vizigóti bojovali z Byzantinci. Podle Isidora ze Sevilly za jeho vlády neměly vizigótské boje výrazné úspěchy. Ve dvanáctém roce své vlády, král Theuderich II. poslal biskupa Aridiuse Lyonse s konstáblem Eborinem požádat Wittericha o ruku jeho dcery Ermenbergy. Witterich vyslancům ruku své dcery přislíbil. V roce 606 Ermenberga přijela za Theuderichem do v Chalon-sur-Saône, ale regentka, královna a babička Brunhilda s Theuderichovou sestrou Teudilou (nebo Teudilanou) neměly Ermenbergu v oblibě a tak v roce 607 ji Theuderich zostudil tím, že ji posílal zpět bez jejího věna.

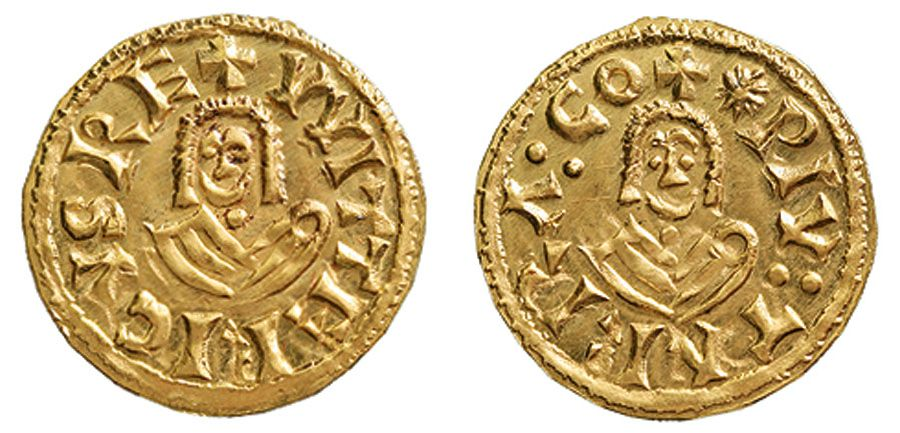
Tremissis ražený v Tarachu za vlády Wittericha

 Tím proti sobě popudil Wittericha, který sestavil alianci s Theudebertem II., Chlotharem II. a Agilulfem z kmene Langobardů k tažení proti Theuderichovi. Pro jejich vzájemnémý strach z Theudericha, jejich aliance neměla úspěch. Podle Fredegarovy kroniky „Theuderich dostal vítr z této aliance, ale choval se k ní s naprostým opovržením.“
V dubnu 610 byl Witterich během banketu zavražděn frakcí katolických šlechticů. Jeho tělo táhli potupně ulicemi Toleda. Byl pohřben beze cti. Katoličtí šlechtici pak prohlásili novým králem Gundemara, vévodu z Narbonne.